# Вероника Жилински
Вероника Жилински (мађ. Zsilinszki Veronika; 4. фебруар 1908 — 20. април 2021) била је мађарска суперстогодишњакиња рођена на подручју данашње Србије. Била је једно време најстарија особа рођена на подручју данашње Србије, као и најстарија особа која је икада живела у Мађарској.

## Биографија
Вероника Жилински рођена је у етничкој мађарској породици у Ковину, 4. фебруара 1908. године. Као дете преселила се у Бају, жупанија Бач-Кишкун, заједно са родитељима, браћом и сестрама. Њен отац се тамо запослио. Вероника је радила као собарица. Имала је једног сина, али никада није била удата. Имала је једну унуку и двоје праунучади. Бавила се вртларством чак и као стогодишњакиња. У 110. години живота живела је са снајом. Тада је још увек могла читати новине без наочара. Рекла је да је тајна дугог живота да "нисте неактивни и да увек радите". Такође је саветовала да се уместо воде пије биљни чај. Свој 112. рођендан прославила је у фебруару 2020. године.
Живела је у Баји у Мађарској где је и преминула 20. априла 2021. године. Преминула је у доби од 113 година и 75 дана.